# Augustič
Augustič je priimek v Sloveniji, ki ga je po podatkih Statističnega urada Republike Slovenije na dan 1. januarja 2010 uporabljalo manj kot 5 oseb. 

## Znani nosilci priimka
- Imre Augustič (1837—1879), književnik
- Ludvik Augustič (1809—1885), uradnik
- Adolf Augustič (1786-1863), duhovnik, zadnji dekan Slovenske okrogline